# Hiroshi Saito
Hiroshi Saito (1919-1983) foi um sociólogo e um dos principais estudiosos da imigração japonesa no Brasil entre as décadas de 1950 e 1980. Foi professor da Escola Livre de Sociologia e Política (ELSP), da Pontifícia Universidade Católica de São Paulo (PUC-SP) e da Universidade de São Paulo (USP).

## Biografia
Hiroshi Saito chegou ao Brasil no dia 11 de janeiro de 1933 abordo do navio Africa Maru, aos quatorze anos de idade. Após abandonar a lavoura de algodão, transferiu-se para São Paulo, onde aprendeu a língua portuguesa e realizou diversas atividades até ingressar no curso de ciências sociais da Escola Livre de Sociologia e Política, em 1947. Nessa instituição, foi aluno do renomado antropólogo Emílio Willems (1905-1997), com quem publicou o seu primeiro texto acadêmico, dedicado a analisar os impasses na vida dos japoneses após o término da II Guerra.
Sob orientação do sociólogo norte-americano Donald Pierson (1900-1995), Saito deu início ao seu projeto intelectual de estudar a trajetória dos imigrantes japoneses no Brasil. A sua dissertação de mestrado “O cooperativismo e a comunidade. Caso da Cooperativa Agrícola de Cotia” (defendido em 1954 e publicado em 1964) é um dos primeiros trabalhos sociológicos inteiramente dedicados ao estudo do cooperativismo de imigrantes japoneses. Em 1959, Saito defendeu a sua tese de doutorado na Universidade de Kobe, Japão, publicado em 1961 sob o título “O Japonês no Brasil”.
Ao final da década de 1970 Hiroshi Saito havia construído uma extensa bibliografia dedicada ao seu tema de pesquisa: cerca de 37 artigos e 4 livros em língua japonesa, 4 artigos em língua inglesa, 25 artigos e 4 livros em língua portuguesa, além de ser ter ocupado o posto de Professor Associado da Universidade da Flórida, nos Estados Unidos. Em fins dos anos 1970 e início dos anos 1980, Saito dedicou-se à atividade docente na Escola de Comunicação e Artes da Universidade de São Paulo. Em estudo recente, Taniguti e Jesus  ressaltam a importância institucional de sua obra nas décadas de 1940, 1950 e 1960 para a legitimação de uma linha de pesquisa sociológica voltada para entendimento dos impasses da imigração japonesa no Brasil.